# Sebastian Brendel
Sebastian Brendel (Schwedt/Oder, 12 de Março de 1988) é um velocista alemão na modalidade de canoagem, foi vencedor da medalha de Ouro em C-1 1000m em Londres 2012.